# 查尔斯代理
查尔斯代理（Charles Web Debugging Proxy）是一个用Java编写的跨平台 HTTP调试代理服务器应用程序。它可以讓用户能够通过本地计算机查看HTTP 、 HTTPS 、 HTTP/2 和启用的TCP端口流量。其中包括请求和响应、HTTP头和元数据（例如cookies、缓存和编码信息），其功能旨在帮助开发人员分析连接和消息传递功能。

## 浏览器支持
查爾斯代理可以在以下浏览器上使用：
- IE
- Chrome
- Firefox
- Safari

## 外部連結
- 官方网站